# Рихард фон Мах
Рихард Лео Александър фон Мах (на немски: Richard Leo Alexander von Mach) е германски офицер и журналист.

## Биография
Рихард фон Мах е роден около 1850 – 1853 година в състоятелно немско семейство. Завършва юнкерско училище и служи като офицер в 33-и Източнопруски полк.
Участва в Сръбско-турската война в 1876 година като сръбски подпоручик. Служи в Руската императорска армия. През 1879 г. е назначен за пръв адютант на Главния управител на Източна Румелия Алеко Богориди. След изтичане мандата на Богориди, преминава на служба като офицер в Източнорумелийската милиция.
Участва в Сръбско-българската война в 1885 година като командир на 3-на южнобългарска пехотна дружина. Проявява се при атаката на Келташ на 7 ноември 1885 г. След войната е командир на Айтоската пехотна дружина и отказва да подкрепи преврата срещу княз Александър I Батенберг.
До 1892 г. е командир на 1-ви резервен полк, след което напуска Българската армия и преминава на работа като журналист. Специален кореспондент на вестник „Кьолнише цайтунг“ в България. Симпатизира на Стефан Стамболов и неговото управление по време на политическата криза 1886 – 1887 г. През 1895 година публикува „Кроежи за убийството ми“ плана за убийството на Стамболов по негов разказ, основан на сведенията на Илия Луканов.
В 1900 година е кореспондент на „Кьолнише цайтунг“ в Африка, а между 1902 и 1912 година е кореспондент на вестника в Цариград и ежегодно прекарва по няколко месеца в отделните балкански страни. Следи отблизо настроенията сред населението и дипломацията на монарсите им и в дописките си предвещава бъдещата им съвместна борба срещу Турция. Отразява Балканска война (1912 – 1913) като кореспондент в България.
Издава няколко книги за историята на българския народ и отношенията между балканските държави през XIX и началото на XX век. Сред тях са: „Единадесет години на Балканите“ (1889), „Македонският въпрос“ (1895), преведена от Георги Баласчев, „Въоръжените сили на Турция и България“ (1905), „Из българските бурни времена. Спомени от 1879 – 1918 г.“, „Писма от Балканската война 1912 – 1913 г.“, „Сфера на влияние на Българската екзархия в Турция (с етнографско-статистически таблици и една географска карта)“.
По време на комунистическия режим в България, творчеството му е белязано от индекса на забранените книги.
Образът на Рихард фон Мах се появява в криминалния исторически роман на Маргарит Абаджиев – „Кралят на татарите“. Там той помага на главния герой да опознае и разбере личността на Стефан Стамболов.